# Irbit

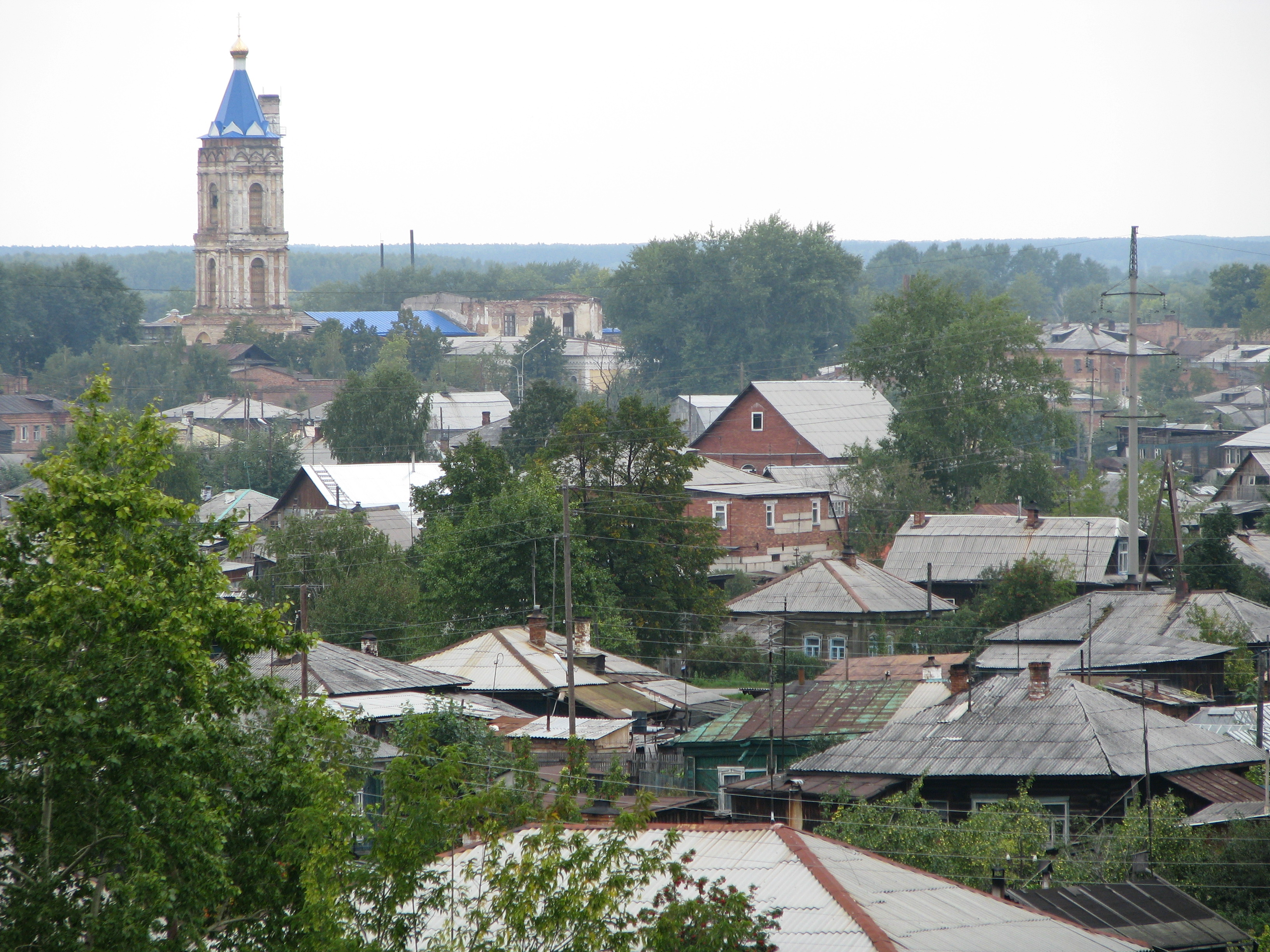
Vy över Irbit.

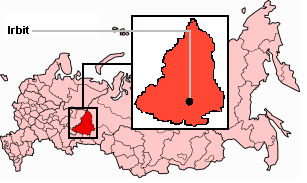
Irbits läge i Ryssland.

Irbit (ryska Ирби́т) är en stad i Sverdlovsk oblast, Ryssland, och hade 37 681 invånare i början av 2015. IMZ-Ural tillverkar sina motorcyklar i staden.